# Albert Dauphin
Henri Albert Dauphin, né  le 28 août 1827 à Amiens et mort le 14 novembre 1898 à Argœuves (Somme), est un homme politique français.

## Biographie
Ayant fait des études de droit, Albert Dauphin devient avocat au barreau d'Amiens où il assit sa réputation. Il est bâtonnier de l'ordre des avocats du barreau d'Amiens, puis procureur général près la Cour d'appel de Paris de 1879 à 1882 puis premier président de la Cour d'appel d'Amiens en 1882.
De conviction républicaine modérée voire conservatrice, Albert Dauphin embrasse la carrière en devenant maire d'Amiens de 1868 à 1873. De mars à juillet 1871, il est préfet de la Somme.
Il est conseiller général du canton d'Amiens sud-Est de 1871 à 1889 et conseiller général du canton d'Oisemont de 1892 à 1898. Il exerce les fonctions de président du Conseil général de la Somme de 1873 à 1889 et de 1892 à 1898.
Élu député de la Somme en 1872, il démissionne quasi immédiatement et devient Président du Conseil général de la Somme.
Devenu sénateur de la Somme du 30 janvier 1876 au 14 novembre 1898, il siège au Sénat au centre gauche. Il est rapporteur de nombreux textes financiers (tarifs douaniers, budget...), d'organisation des protectorats d'Annam et du Tonkin, sur les droits des enfants naturels dans les successions parentales...).
Nommé Ministre des Finances du 11 décembre 1886 au 29 mai 1887 dans le Gouvernement René Goblet, il est l'artisan du premier débat sur l'impôt sur le revenu qui est repoussé à la quasi-unanimité en 1887.

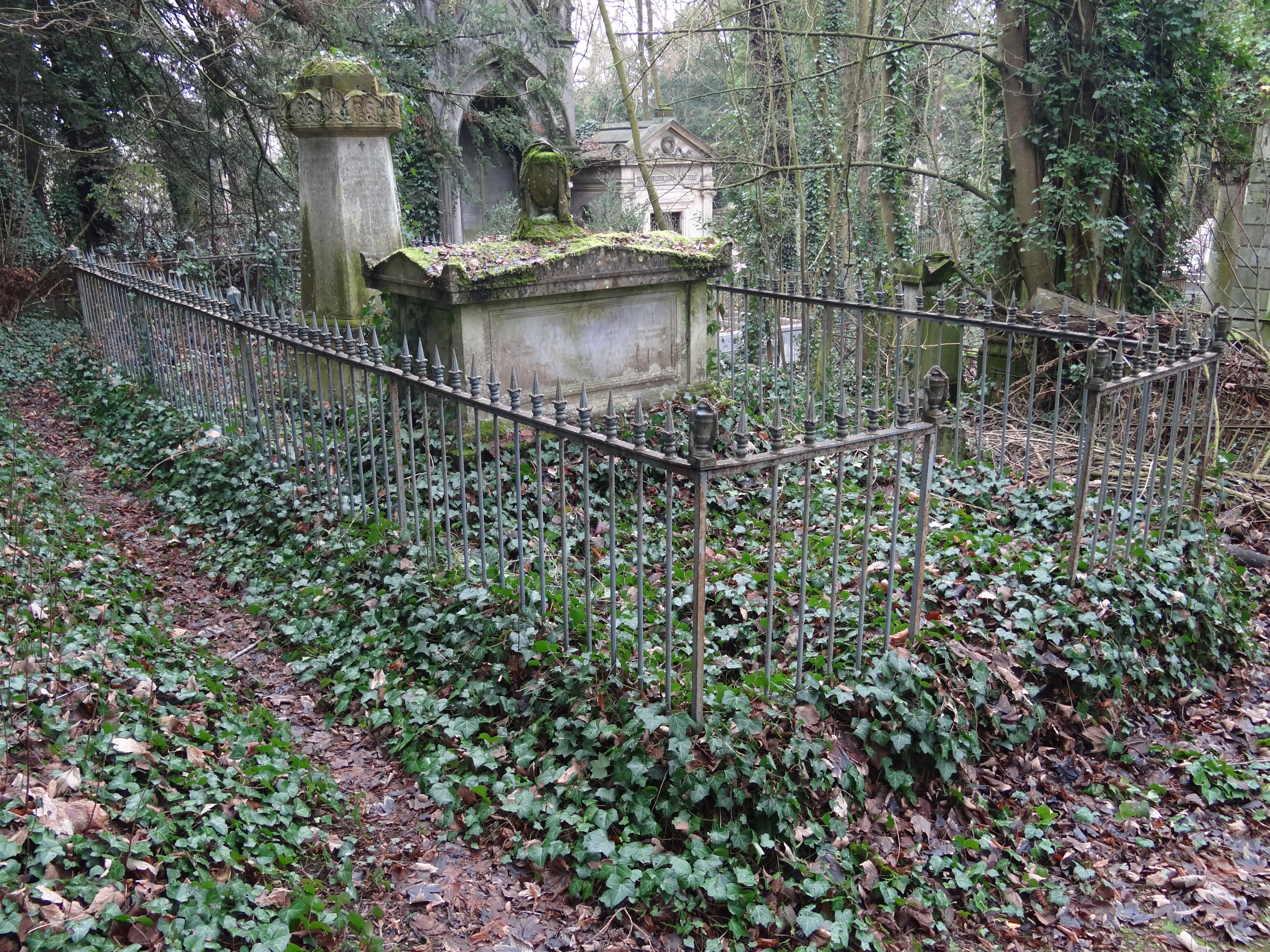
La tombe d'Albert Dauphin au cimetière de La Madeleine d'Amiens (Somme).

## Distinctions
- Commandeur de la Légion d'honneur (1881)

## Hommage posthume
Mort en charge, une rue d'Amiens longeant l'hôtel de ville porte son nom.

## Pour approfondir